# Singapur International 2017
Die Singapur International 2017 im Badminton fanden vom 19. bis zum 23. September 2017 in Singapur statt.

## Sieger und Platzierte
| Disziplin    | Gold                                             | Silber                                       | Bronze                                      |
| ------------ | ------------------------------------------------ | -------------------------------------------- | ------------------------------------------- |
| Herreneinzel | Loh Kean Yew                                     | Ryan Ng Zin Rei                              | Leong Jun Hao                               |
| Herreneinzel | Loh Kean Yew                                     | Ryan Ng Zin Rei                              | Enzi Shafira                                |
| Dameneinzel  | Ruselli Hartawan                                 | Goh Jin Wei                                  | Lim Yin Fun                                 |
| Dameneinzel  | Ruselli Hartawan                                 | Goh Jin Wei                                  | Nguyễn Thùy Linh                            |
| Herrendoppel | Kenas Adi Haryanto Mohamed Reza Pahlevi Isfahani | Akbar Bintang Cahyono Giovani Dicky Oktavan  | Sabar Karyaman Gutama Frengky Wijaya Putra  |
| Herrendoppel | Kenas Adi Haryanto Mohamed Reza Pahlevi Isfahani | Akbar Bintang Cahyono Giovani Dicky Oktavan  | Mak Hee Chun Tam Chun Hei                   |
| Damendoppel  | Nisak Puji Lestari Rahmadhani Hastiyanti Putri   | Tania Oktaviani Kusumah Vania Arianti Sukoco | Putri Sari Dewi Citra Jin Yujia             |
| Damendoppel  | Nisak Puji Lestari Rahmadhani Hastiyanti Putri   | Tania Oktaviani Kusumah Vania Arianti Sukoco | Virni Putri Meirisa Cindy Sahputri          |
| Mixed        | Andika Ramadiansyah Mychelle Bandaso             | Chang Tak Ching Ng Wing Yung                 | Akbar Bintang Cahyono Winny Oktavina Kandow |
| Mixed        | Andika Ramadiansyah Mychelle Bandaso             | Chang Tak Ching Ng Wing Yung                 | Rinov Rivaldy Angelica Wiratama             |